# Comic LO
Comic LO (COMICエルオー コミックエルオー, Komikku Eru Ō), viết tắt là LO, là một tạp chí manga khiêu dâm tập trung vào lolicon của Nhật Bản. Tạp chí được xuất bản bởi Akane Shinsha từ số tháng 10 năm 2002 được phát hành vào ngày 20 tháng 9 năm 2002. Tạp chí không được xuất bản thường xuyên cho đến tháng 5 năm 2004, khi này nó trở thành tạp chí hàng tháng. "LO" là từ viết tắt của "lolita only" ("chỉ lolita"), thể hiện việc tập trung vào các nhân vật bé gái (hoặc có ngoại hình như bé gái).

## Lịch sử
Khi được xuất bản lần đầu, Comic LO đã tạo ra sự bùng nổ nhỏ trong lolicon manga vào đầu những năm 2000.
Comic LO ban đầu là một ấn bản phụ của các tạp chí khiêu dâm khác nhưng sau đó nó được xuất bản độc lập vào ngày 21 tháng 12 năm 2005. Vào ngày 22 tháng 5 năm 2010, nhà xuất bản đã đưa ra thông báo dừng việc tải lên bất hợp pháp tạp chí này trên trang web chính thức của mình. Vào tháng 12 năm 2015, một cái nhìn sơ qua về các tiêu chuẩn của manga Comic LO được đưa ra liên quan đến tác phẩm nghệ thuật. Amagappa Shōjogun, một họa sĩ manga của tạp chí được yêu cầu vẽ thêm nhiều những nhân vật nữ trông giống như những đứa trẻ 9 tuổi vì 8 tuổi thì còn quá nhỏ.
Các hình minh họa trang bìa được thực hiện bởi Takamichi. Tập 200 đã được xuất bản vào ngày 19 tháng 9 năm 2020.